# Харди, Томас (вице-адмирал)
Сэр Томас Мастермен Харди (англ. Sir Thomas Masterman Hardy, 1st Baronet; 5 апреля 1769 — 20 сентября 1839) — вице-адмирал Королевского ВМФ Великобритании, баронет, член ордена Бани.

## Биография
После победы, одержанной британским флотом при Абукире, Томас Харди был назначен 4 августа 1798 года командиром 74-пушечного корабля «Вэйнгард» (англ. HMS Vanguard). В июне 1799 года назначен командиром 80-пушечного корабля «Фудройянт» (англ. HMS Foudroyant), на котором участвовал в высадке морского десанта в Неаполе и перевозке короля Фердинанда IV с семейством в герцогство Тосканское. 13 октября того же года назначен командиром 32-пушечного фрегата «Принсесс Шарлотт» (англ. Princess Charlotte), на котором вернулся в Англию.
Служил флаг-капитаном при адмирале Нельсоне, командовал HMS Victory в ходе Трафальгарского сражения.
После окончания наполеоновских войн, 4 января 1815 года, сэр Томас был награждён орденом Бани командорского креста. С 18 мая 1819 года по 16 ноября 1823 года командовал силами флота в Южной Америке. В 1825 году он был произведен в чин контр-адмирала синего флага. 23 июля 1830 года Харди был произведен в чин контр-адмирала белого флага, а в ноябре того же года был назначен первым морским лордом Адмиралтейства. 10 января 1837 года сэр Томас был произведён в чин вице-адмирала синего флага.
Несколько кораблей были названы в честь него, в том числе эскадренный миноносец HMS Hardy.